# ガーナ・ポンド
ガーナ・ポンド (Ghanaian pound) は、1958年から1965年まで用いられていた、ガーナ共和国の通貨単位。1958年以前は西アフリカ・ポンドが用いられていた。1965年にガーナ・ポンドは、1ポンド＝2.4セディのレートで、セディに置き換えられた。